# Гораєць
Гора́єць — село в Україні, у Яворівському районі Львівської області. Населення становить 245 осіб. Орган місцевого самоврядування — Яворівська міська рада.